# Định Thành A
Định Thành A là một xã thuộc huyện Đông Hải, tỉnh Bạc Liêu, Việt Nam.

## Địa lý
Xã Định Thành A nằm ở phía tây nam huyện Đông Hải, có vị trí địa lý:
- Phía đông giáp xã Định Thành
- Các phía còn lại giáp tỉnh Cà Mau.

Xã Định Thành A có diện tích 27,92 km², dân số năm 2022 là 8.942 người, mật độ dân số đạt 320 người/km².

## Hành chính
Xã Định Thành A được chia thành 5 ấp: Hòa Phong, Lung Lá, Lung Rong, Kênh Xáng, Phan Màu.

## Lịch sử
Ngày 24 tháng 12 năm 2003, Chính phủ ban hành Nghị định số 166/2003/NĐ-CP về việc thành lập xã Định Thành A trên cơ sở 2.986,50 ha diện tích tự nhiên và 9.410 nhân khẩu của xã Định Thành.